# Marko Lomić
Marko Lomić (en serbe en écriture cyrillique : Марко Ломић), né le 13 septembre 1983 à Čačak en Yougoslavie (auj. en Serbie), est un footballeur international serbe qui évoluait au poste d'arrière gauche. 
En 2004 il est appelé dans la sélection olympique de football de Serbie-et-Monténégro et participe aux JO d'Athènes.

## Carrière
- 2000-2002 :  FK Borac Čačak, 16 (9)
- 2002 :  PFC Litex Lovetch, 0 (0)
- 2002-2005 :  FK Železnik, 72 (0)
- 2005-2007 :  Partizan Belgrade, 50 (3)
- 2007-2009 :  TuS Coblence, 53 (0)
- 2009-2010 :  Partizan Belgrade, 25 (3)
- 2010-2014 :  Dynamo Moscou, 106 (1)
- 2014-2016 :  FK Mordovia Saransk